# Quartier chinois de Montréal
Pour les articles homonymes, voir Quartier chinois (homonymie).
Le quartier chinois de Montréal est un chinatown situé au nord du Vieux-Montréal. Il est apparu à la fin du XIXe siècle.

## Situation
Le quartier chinois est compris dans le quadrilatère délimité par l'avenue Viger, la rue Saint-Urbain, le boulevard René-Lévesque et le boulevard Saint-Laurent.
Il est traversé d'est en ouest par la rue De La Gauchetière, une rue piétonnière où l'on retrouve de nombreux restaurants et commerces.
Il est relié au Montréal souterrain et au métro par la station Place-d'Armes, au sud, et la station Place-des-Arts via le Complexe Guy-Favreau.
Un hôtel de la chaîne Holiday Inn comportant des éléments architecturaux chinois se situe au carrefour de la rue Saint-Urbain et de l'avenue Viger.
Quatre portes ont été offertes par la Chine à la Ville de Montréal. Celles du nord et du sud encadrent le boulevard Saint-Laurent, aux intersections du boulevard René-Lévesque et de l'avenue Viger. Celles de l'est et de l'ouest ornent la rue De La Gauchetière.

## Histoire

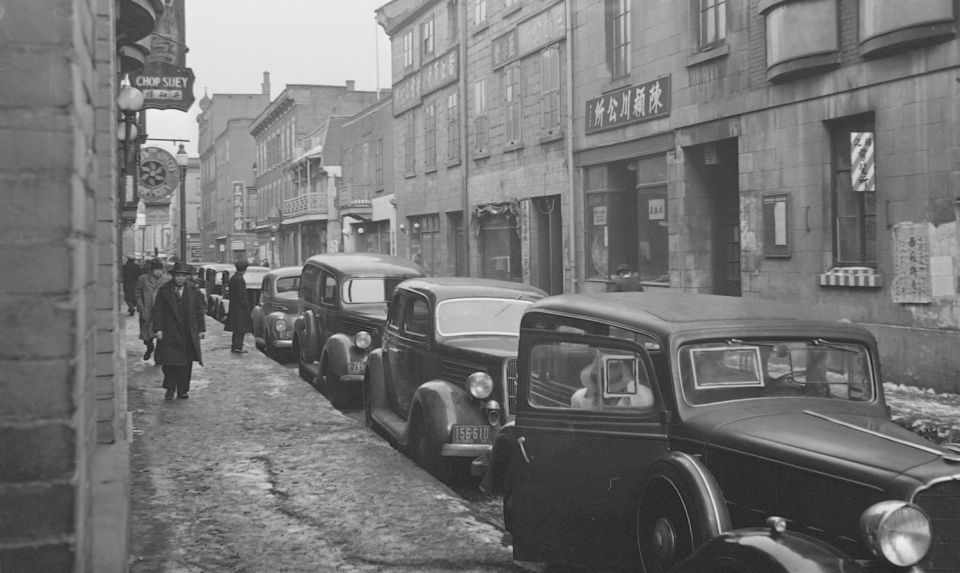
Le quartier chinois en 1940.

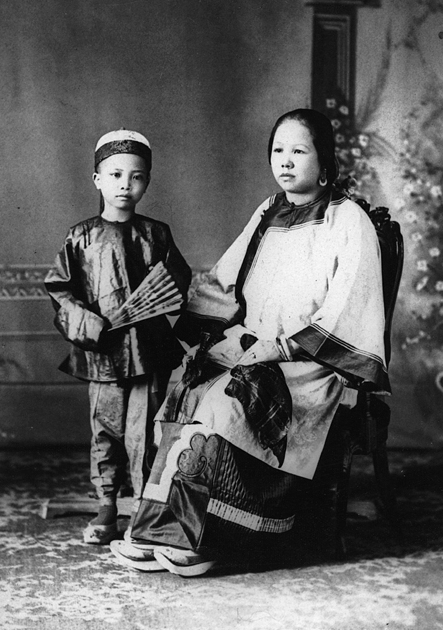
Mme Wing Sing et son fils, Montréal, 1890.

Les premiers immigrants chinois arrivent à Montréal en mars 1877. Parmi eux se trouve Jos Song Long qui ouvre une buanderie sur la rue Craig (aujourd'hui rue Saint-Antoine). Venant en grande partie de la Colombie-Britannique et de la Chine du Sud, ces nouveaux arrivants, majoritairement des Cantonais, se sont progressivement établis dans ce secteur autrefois résidentiel. Pour la plupart, les Chinois exercent la profession de buandiers. Travailler à leur compte leur permet de contourner les discriminations salariales dont ils sont victimes en Colombie-Britannique. Ce type de commerce nécessitant une proximité géographique avec la clientèle, ils se répartissent dans Montréal. Le quartier chinois est donc essentiellement un carrefour de service et d'affaires.
C'est en 1902 que l'appellation « Quartier chinois » désigne officiellement ce quadrilatère du quartier Saint-Laurent de Montréal. Principalement sur la rue De La Gauchetière, entre les rues Chenneville et Clark, les premiers Chinois vont ouvrir leurs petits commerces, restaurants ou épiceries fines. Le lieu est géographiquement bien choisi : les lots de surface modeste sont d'une location abordable et la proximité du boulevard Saint-Laurent attire les clients non-chinois. Les résidents vivaient aux côtés d'immigrants juifs de langue yiddish, dont le propre quartier s'étendait vers le nord le long de Saint-Laurent.
Le quartier chinois est loin de constituer un véritable lieu de vie communautaire en raison d’un déséquilibre démographique qui n’est pas sans rappeler la situation de la population française au Canada avant 1663 : les femmes sont extrêmement rares. En 1911, sur plus de 1500 Chinois résidant au Québec, seul une trentaine sont des femmes. Conséquence de cet  état de fait, de 1895 à 1911, il ne naît que 45 enfants chinois dans tout Montréal. Dans les décennies suivantes, plusieurs hommes de la communauté épousent des femmes d’ascendance européenne. En 1950 les femmes ne représentent encore que le quart de la population chinoise de Montréal. La communauté d’origine chinoise du Grand Montréal a aujourd’hui compensé son déséquilibre des catégories sexuelles. Lors du recensement de 2006 elle comptait même 54% de femmes.
Par la suite, un afflux de l’immigration asiatique au cours des affrontements de la Guerre froide apporta des influences vietnamiennes au Quartier chinois. La forte concentration de Chinois dans le secteur commençait à diminuer alors qu'une partie des membres de la communauté chinoise de Montréal choisissaient de s’installer dans les banlieues de la métropole. Toutefois, l’enclave poursuivait son développement à pas gigantesques à la fin des années 1990, lors du début de la libéralisation de l’économie chinoise et du retour de Hong Kong à la Chine. Les hommes d’affaires, craignant un resserrement du contrôle chinois sur la péninsule, transféraient leurs capitaux monétaires au Canada tout en collaborant dans des projets du quartier chinois. Dernièrement, un second quartier chinois a vu le jour dans la ville de Brossard où vingt pour cent de la population déclarent être d’origine chinoise.
Le 22 janvier 2024, Montréal identifie le quartier chinois comme lieu historique.

## Commerces et institutions

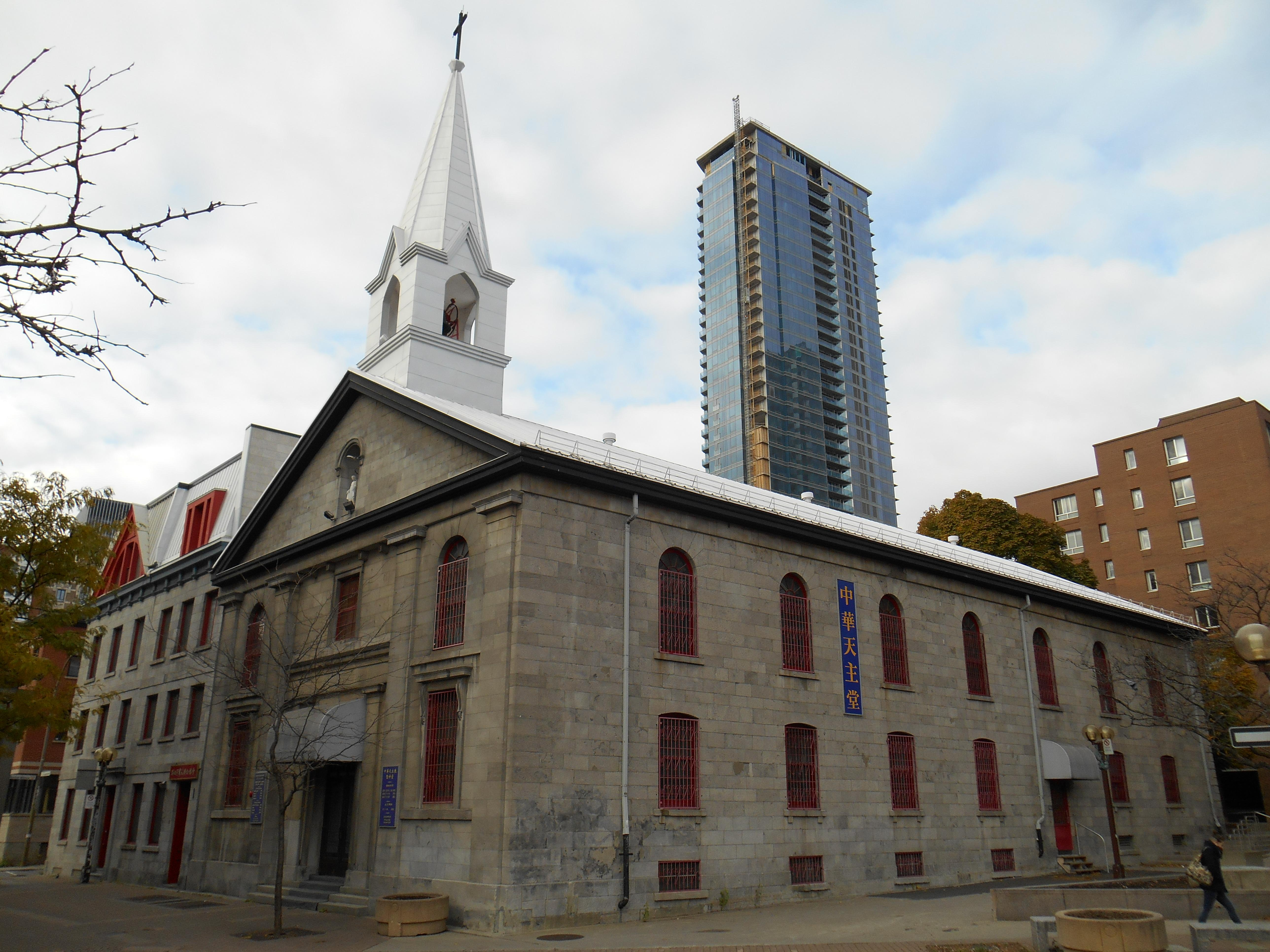
Église de la Mission catholique chinoise du Saint-Esprit.

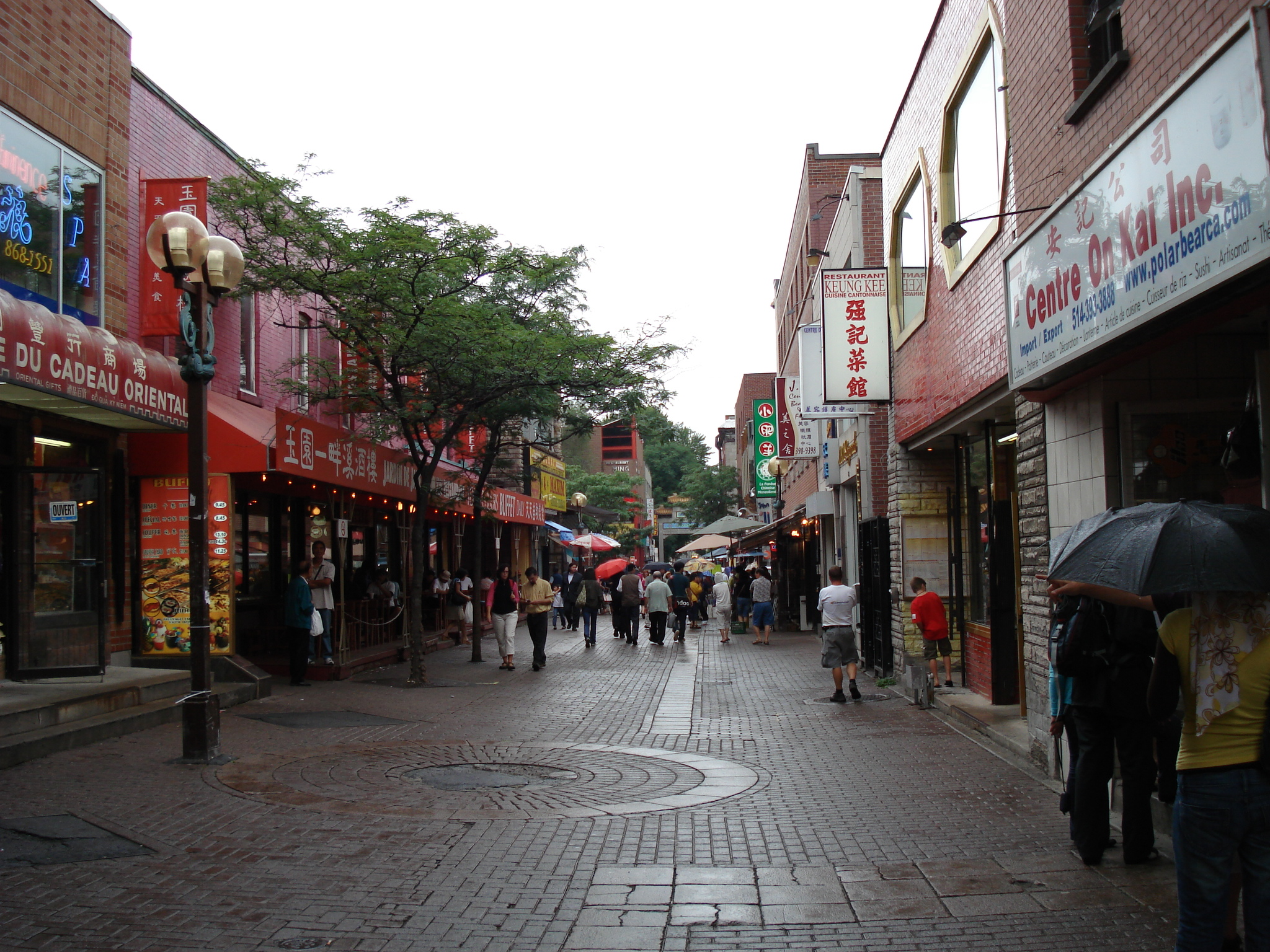
Rue commerçante.

Le quartier comporte plusieurs épiceries, restaurants et magasins spécialisés, par exemple, dans les mangas. La plupart des commerces sont spécialisés dans l'alimentation et la gastronomie chinoises ; entre autres, s'y trouvent des pâtisseries chinoises. De plus, on y retrouve des commerces spécialisés dans la cuisine vietnamienne.
Outre ses activités économiques dans le secteur, le quartier chinois participe quotidiennement dans le rapprochement des liens communautaires. Les locaux et bureaux d’innombrables journaux, organisations et associations chinois du Québec sont aménagés dans les immeubles du quartier. Aux environs du quartier chinois se situe également la plus grande école chinoise de Montréal (environ 1 500 élèves) de même que l'Église de la Mission catholique chinoise du Saint-Esprit. Le gouvernement du Canada a investi dans l’installation d’un hôpital chinois et d’un nouveau centre communautaire, qui offre une gamme variée de manifestations et des programmes culturels.
À cause de sa situation géographique dans l'arrondissement de Ville-Marie, le quartier chinois reçoit beaucoup de touristes. Certains de ses restaurants sont très réputés, afin d'attirer les visiteurs d'affaires des centres de convention adjacents : Palais des congrès de Montréal, Centre de commerce mondial de Montréal.

## Site patrimonial Noyau-du-Quartier-chinois
En janvier 2022, il est annoncé que le « cœur » du quartier chinois sera ajouté au Répertoire du patrimoine culturel du Québec, dans le but d'accorder un statut patrimonial au noyau institutionnel du secteur et à deux de ses édifices les plus emblématiques.
Le 25 juillet 2023, le ministre de la Culture Mathieu Lacombe annonce que ce cœur vient d’être classé comme site patrimonial pour préserver le « seul Chinatown historique significatif préservé au Québec et dans l’est du Canada ». La zone classée comprend neuf immeubles, surtout situés le long de la rue de La Gauchetière, entre les rues Saint-Urbain et Jeanne-Mance. Elle comprend l’église de la Mission-Catholique-Chinoise-du-Saint-Esprit, l’ancienne manufacture de cigares S. Davis and Sons et l’édifice de l'École-Britannique-et-Canadienne-de-Montréal. Une arche de pierre qui marque l’entrée ouest du Quartier chinois est aussi classée.

## Images

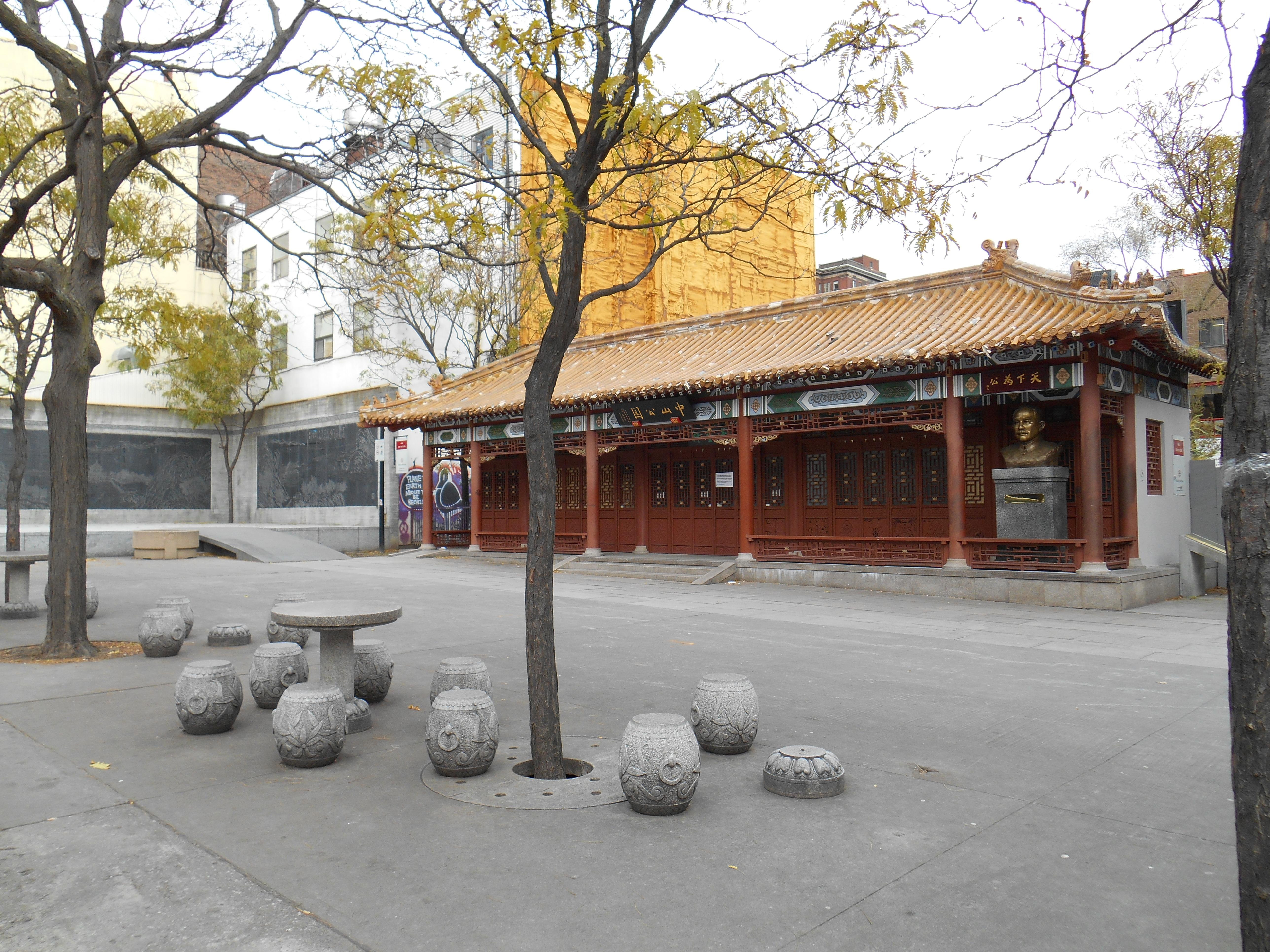
Place Sun Yat-Sen (en)
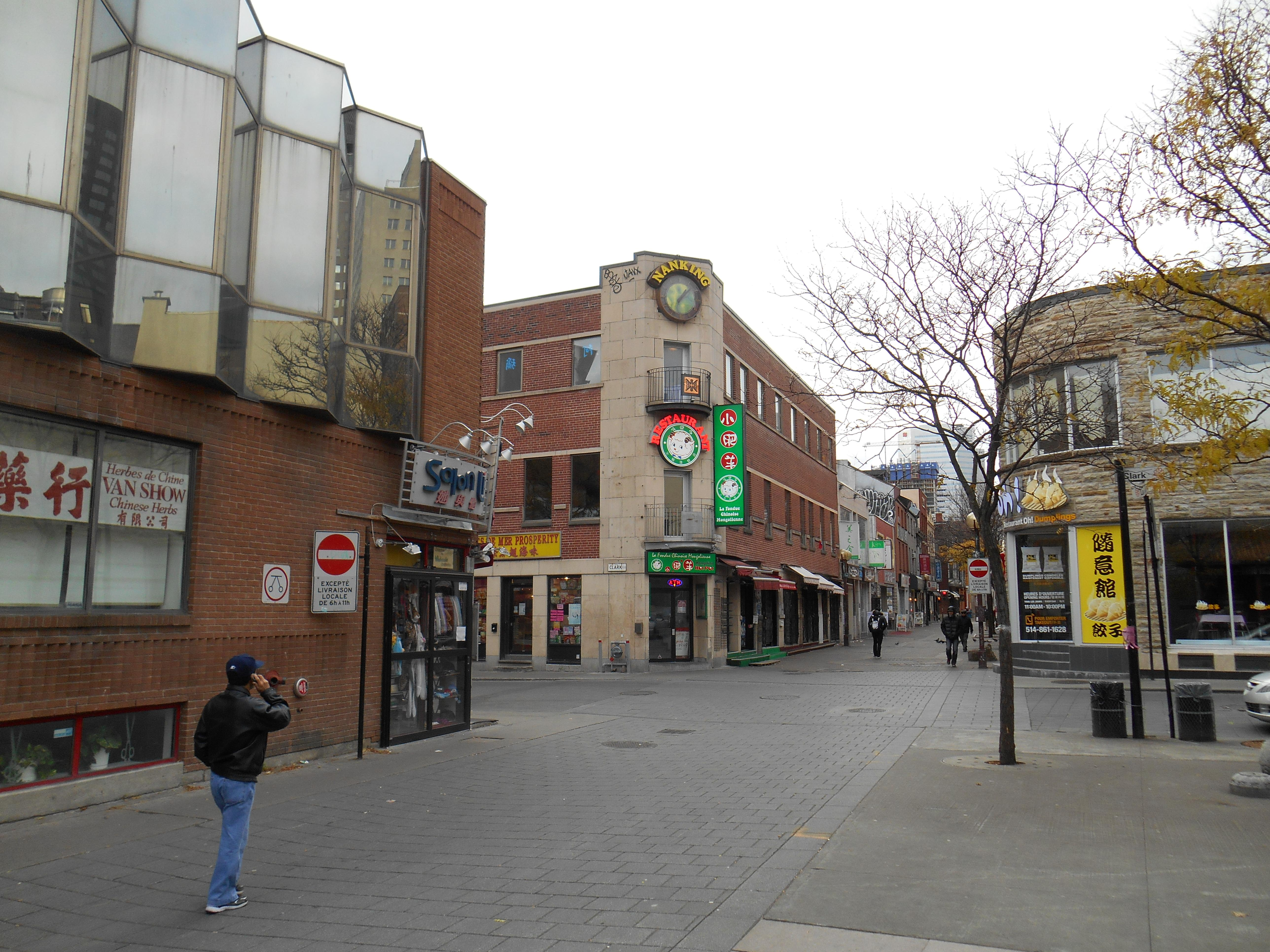
Rue De La Gauchetière
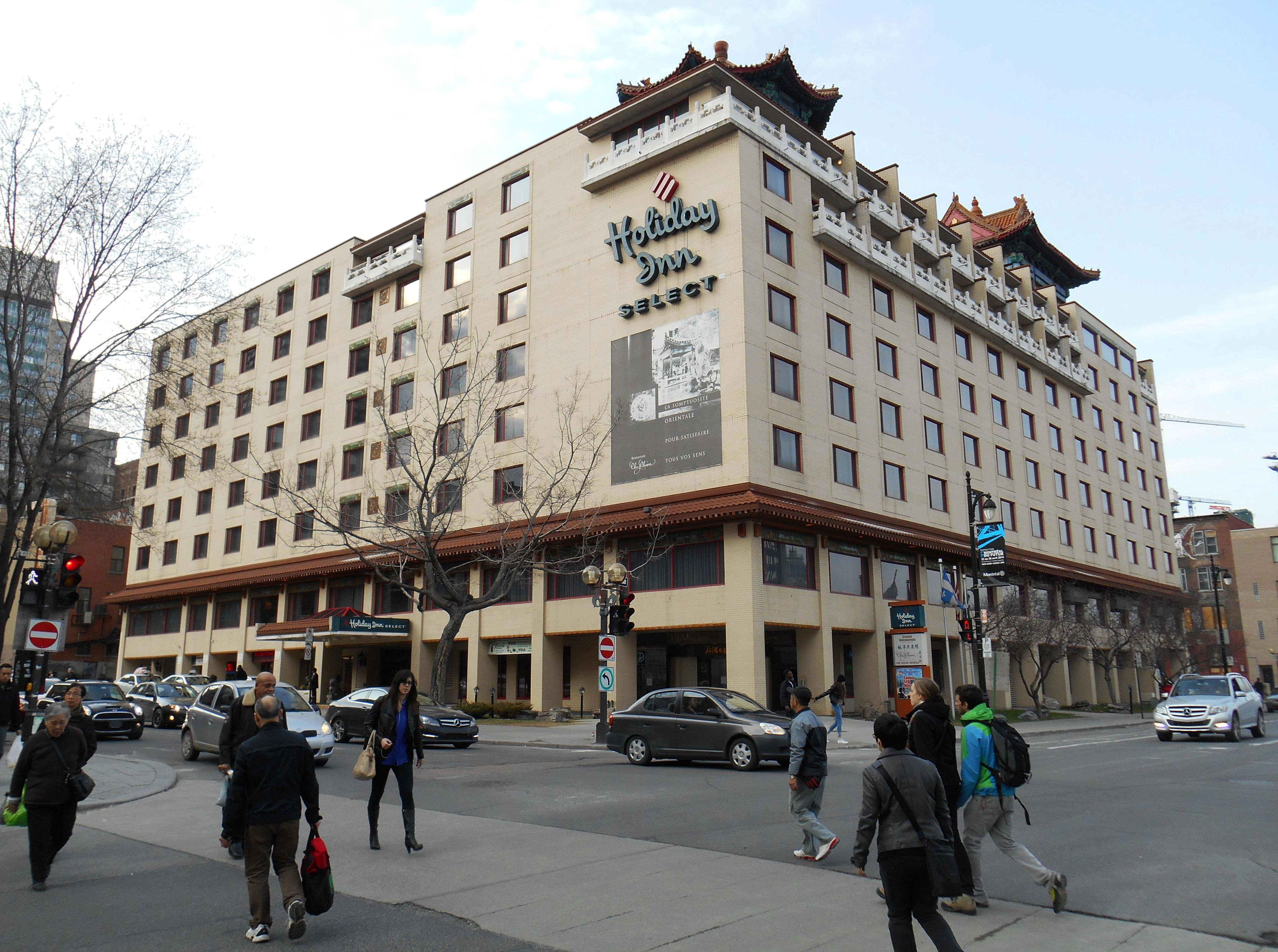
Holiday Inn

| |  |  |
| La British Canadian School (1826) est devenue la maison Wing's Noodles au 120, rue De La Gauchetière Ouest. |  |  |